# Acuario Dubuisson
El Acuario Dubuisson  (en francés: Aquarium Dubuisson) se localiza en la ciudad de Lieja, en Bélgica y permite al público descubrir el mundo submarino en el Instituto de Zoología local.  Cuenta con 2.500 peces , invertebrados y reptiles , lo que representa aproximadamente 250 especies en cuarenta cuencas.  Fundado en 1962, pertenece a la Universidad de Lieja. Dio la bienvenida a su visitante un millón en 1991. 
El acuario es también una herramienta para la investigación y la educación a través de una fiel reconstrucción de los ambientes acuáticos. 
Hay 4 secciones principales: 
- Mares de Europa, incluyendo tiburones y anguilas , y también bacalaos y otras especies.
- Los mares tropicales y los arrecifes coralinos con las bolas de pescado, los meros, los caballitos de mar, los peces piedra y un carey de más de 20 años.
- El agua dulce tropical donde se puede admirar la tilapia africanas y pirañas del Amazonas.
- El Agua dulce  Europea, con brochetas, carpas, barbos.